# George Brown Goode
George Brown Goode, född 13 februari 1851, död 6 september 1896, var en amerikansk zoolog.
Goode blev 1874 avdelningschef vid USA:s fiskerier och 1887 chef för fiskeriadministrationen. År 1888 blev han direktör för US National Museum. Han bidrog till stor del till utvecklingen av Nordamerikas fiskerier. Bland Goodes skrifter märks The Fisheries of the US (1884-87) samt American fishes (1888).